# レンショー (DD-499)
レンショー（USS Renshaw, DD/DDE-499）は、アメリカ海軍の駆逐艦。フレッチャー級駆逐艦の一隻。艦名は、南北戦争の第二次ガルベストンの戦いで戦死したアメリカ海軍提督ウィリアム・B・レンショーに因む。その名を持つ艦としては3隻目。

## 艦歴
「レンショー」は、1942年5月7日にニュージャージー州カーニーにあるフェデラル・シップビルディング・アンド・ドライドックにて起工し、1942年10月13日に進水。1942年12月5日に、C・F・チリングワース少佐指揮下において就役した。
試運転・調整航行ののち、1943年の春に太平洋艦隊に報告を行い、ソロモン諸島近海の船団護衛任務に従事した。
1944年11月にはレイテ島近海で、潜水艦「伊46」を僚艦と共に撃沈する戦果をあげた。1945年2月21日、ミンダナオ海にて潜水艦「呂43」の発射したともされる1本の魚雷が喫水線下10フィート (3.0 m) に命中し、大破。汽缶室が浸水し艦は全ての動力を失った。またこの攻撃により、19名の将兵が死亡し20名が負傷した。乗員の懸命の努力により、推力システムには損害が及ばず、サンペドロ湾へ味方護衛駆逐艦の護衛のもと退却することに成功した。
1970年2月14日に退役し除籍され、1970年の10月にスクラップとして売却された。